# Simarouba amara
Simarouba amara   es una especie arbórea perteneciente a la familia Simaroubaceae. Se encuentra en Florida en los Estados Unidos, sur de  México, Centroamérica, y Antillas Mayores. Algunos nombres comunes incluyen chiriuana, simarupa, aceituno, cuna, marupa, entre otros.

## Descripción
Son árboles o arbustos, que alcanzan un tamaño de 3–30 m de alto; plantas dioicas. Las hojas imparipinnadas, de 10–30 cm de largo, con 6–18 folíolos, obovados, de 3–9 cm de largo y 1–3 cm de ancho, redondeados a emarginados en el ápice, acuminados a agudos en la base, generalmente verde obscuros o verde olivos en la haz, amarillo-verdosos y más claros en el envés. Las panículas de 10–30 cm de largo, flores unisexuales, sépalos 5, 1 mm de largo, verdes o verde olivos; pétalos 5, 4–7 mm de largo, generalmente amarillos pero frecuentemente con matices verdes o rojos; estambres 10, filamentos 1–2.5 mm de largo, con un apéndice en la base, anteras 1–1.5 mm de largo, muy reducidas en las flores pistiladas; gineceo 5-carpelar y 5-locular, estigmas libres. Drupas 1–5, comprimidas, elíptico-lenticulares, 1.5–2 cm de largo y 1–1.5 cm de ancho, anaranjadas o rojas al madurarse.

## Distribución y hábitat
Común en lugares abiertos y bosques caducifolios, zonas del pacífica y atlántica a una altitud de 0–500 metros; desde Belice a Brasil y en las Antillas. Existen dos formas de esta especie: una que corresponde al tipo de S. amara y es un árbol grande de bosques, con pétalos y anteras más pequeños; y la otra forma, típica de ambientes abiertos, es un árbol más pequeño, con pétalos y anteras ligeramente más grandes y es representativo del taxón llamado S. glauca. La dificultad de asignar todos los especímenes a una de estas dos especies descritas además de la existencia de numerosas formas intermedias, son argumentos para unir estos nombres bajo una sola especie. 

## Usos
Sus semillas producen un aceite comestible. El árbol es muy adecuado para el clima cálido y las regiones tropicales húmedas. Su cultivo depende de la distribución de las precipitaciones, la capacidad de retención de agua del suelo y la humedad del subsuelo. Es adecuado para temperaturas de 10 a 40 °C . Puede crecer a altitudes desde el nivel del mar a 1000 m s. n. m. Alcanza un tamaño de 12 a 15 m de altura y tiene una envergadura de 7,6 a 9,1 m. Tiene  flores de color amarillo y la fruta carnosa forma de óvalo alargado de color púrpura.

## Cultivo
Puede propagarse por semillas, injertos y cultivo de tejidos tecnológicos. Los frutos se recogen en el mes de abril / mayo, cuando están maduras y se secan al sol durante una semana. La piel se separa y se cultivan dichas semillas en bolsas de plástico para producir plantones, a los  2 - 3 meses de edad los árboles jóvenes puede ser trasplantado a una plantación.

## Impacto ambiental
El árbol forma un robusto sistema de raíces y follaje siempre verde denso que  controla de manera eficiente la erosión del suelo, es compatible con la vida microbiana del suelo, y mejora la posición de las aguas subterráneas. Además de la conversión de energía solar en energía bioquímica durante todo el año, se comprueba el sobrecalentamiento de la superficie del suelo durante todo el año y especialmente durante el verano. La plantación a gran escala en terrenos baldíos facilita la recuperación de tierras baldías, convierte la acumulación atmosférica de dióxido de carbono en oxígeno y contribuye a la reducción del efecto invernadero o calentamiento global.

## Propiedades
Del aceituno:  se utilizan las hojas, la corteza y raíz. Otros nombres populares, en Guatemala: Jocote de mico, Negrito; Olivo; Pasac.
La infusión de corteza y raíz se usa para tratar la malaria, afecciones gastrointestinales (diarrea, dispepsia atónica, debilidad, amebiasis, lombrices, tricocéfalos, vómito), nerviosismo, fiebres intermitentes, tos. La tintura de hojas tiene actividad antiamebiana. Las hojas machacadas se aplican tópicamente para el tratamiento de afecciones cutáneas y algunas formas de cáncer.

## Taxonomía
Simarouba amara fue descrita por Jean Baptiste Christophore Fusée Aublet y publicado en Histoire des Plantes de la Guiane Françoise 2: 860–861, pl. 331–332, en el año 1775.
Sinonimia
- Simarouba amara var. opaca Engl.
- Simarouba amara var. typica Cronquist
- Simarouba glauca DC.
- Simarouba glauca var. latifolia Cronquist
- Simarouba opaca (Engl.) Radlk. ex Engl.
- Zwingera amara (Aubl.) Willd.[6]

## Nombre común
En Cuba se denomina aceitillo o palo blanco, en Guatemala y Honduras aceituno o talchocote.